# سلوفينيو كرواتيا
سلوفينيو كرواتيا (بالكرواتية: Slovenci Hrvatske، وبالسلوفينية: Slovenci na Hrvaškem)، أحد المجموعات العرقية في جمهورية كرواتيا من أصل سلوفيني، ويُعترف بهم رسمياً في الدستور كأقلية وطنية أصيلة، ولذلك فإن لهم الحق في انتخاب ممثل خاص لهم في البرلمان الكرواتي. معظم سلوفينيون في كرواتيا يعيشون في مدينة زغرب.